# طور المشياف (طور الباحة)

تعديل مصدري - تعديل

طورالمشياف هي إحدى قرى عزلة طور الباحة بمديرية طور الباحة التابعة لمحافظة لحج، بلغ تعداد سكانها 333 نسمة حسب تعداد اليمن لعام 2004.